# 小さな贈りもの
『小さな贈りもの』（ちいさなおくりもの、Larger than Life）は、1996年のアメリカ合衆国のコメディ映画。ビル・マーレイ主演。

## ストーリー
アメリカ各地の団体から依頼を受け、ジャック・コークランは講演しに回っていた。
講演を終え帰ると、家では母親たちが婚約記念パーティの準備をしていた。ジャックたちがパーティ中に届いた祝電に目を通していると、母親から、ジャックが幼い頃に子供を助けようとして溺死したと聞かされていた父の死亡通知が混ざっていた。母に聞くと、父が定職を持たず各地を転々としていたため、ジャックにはそんな風になってほしくないと思って別れたという。ジャックは遺産相続手続きのため、バワーズ弁護士に会いに行くと、父がサーカスのピエロだったことを知らされる。そして3万5000ドルあるとだけ聞かされると、遺産相続の書類にサインする。直後に、バワーズ弁護士からそれは借金で、ヴェラという名がついた一頭の象もいると通知され断るジャックだが、弁護士はサインした以上取り消せないと引き下がらない。町の厄介者だったヴェラを押し付けられ、ヴェラを売って借金を返済しようとするが、どこも引き取ってくれなかった。西海岸にある動物園に電話するとモーという女性が出て、引き取ってくれることになり、ジャックとヴェラは動物園への旅を始める。
まずジャックは象の扱い方を教えてもらうため、父の旧友だというヴァーノンに連絡し、彼の家にむかう。ヴァーノンに一から扱い方を教えてもらったあと、彼に送ってもらうことになるが、トラックがエンストしたため、ジャックはトラックを借りることにした。なれないトラックの運転で、トラックのトランスミッションを壊してしまい、トラック運転手に相乗りさせてもらおうとする。さらに、テリー・ボヌーラに電話するとモーよりも高額の4万ドルを提示されたため、ジャックは売却先を変更する。そして、レストランに入るとティップ・タッカーというおかしなトラック運転手と知り合う。

## キャスト
| 役名                           | 俳優                       | 日本語吹替 |
| ------------------------------ | -------------------------- | ---------- |
| ジャック・コークラン           | ビル・マーレイ             | 江原正士   |
| ヴェラ                         | タイ                       | N/A        |
| ウォルター                     | ジェレミー・ピヴェン       | 小形満     |
| モー                           | ジャニーン・ガラファロー   | 土井美加   |
| ヴァーノン                     | パット・ヒングル           | 滝口順平   |
| ルルナ                         | ルイス・スミス             | 高橋ひろ子 |
| テリー・ボヌーラ               | リンダ・フィオレンティーノ | 渡辺美佐   |
| ティップ・タッカー             | マシュー・マコノヒー       | 堀内賢雄   |
| セレステ                       | モーリーン・ミューラー     | 相沢恵子   |
| ジャックの母親                 | アニタ・ジレット           | 京田尚子   |
| ハースト                       | キース・デイヴィッド       | 小室正幸   |
| ウィー・セント・フランシス     | トレイシー・ウォルター     | 西川幾雄   |
| トロウブリッジ・バワーズ弁護士 | ハーヴ・プレスネル         | 大木民夫   |
| 受付嬢                         | キャリー・フーク           | 五十嵐麗   |
| 黒人警官                       | アール・ビリングス         | 宝亀克寿   |
| 自転車の子供                   | マーコ・エマーソン         | 川澄綾子   |
| ウェイトレス                   | フィリス・シャルマン       | 幸田夏穂   |
| ジャンクヤード管理人           | グレッグ・ルイス           | 水野龍司   |
| トラックヤード店員             | グレッグ・ワード           | 沢木郁也   |
| トラックの運転手               | ロドニー・ベネット         | 松本大     |
| 整備士                         | ジェームズ・ゲイル         | 堀川仁     |
| 田舎の芸術家                   | ヘクター・エリアス         | 塚田正昭   |
| 空港警備隊長                   | クリストファー・ダーガ     | 山野井仁   |

## スタッフ
- 監督：ハワード・フランクリン（英語版）
- 脚本：ロイ・ブロント・Jr
- 原案：ペン・デンシャム、ゲリー・ウィリアムズ
- 製作：リチャード・B・ルイス、ジョン・ワトソン、ペン・デンシャム
- 製作総指揮：スー・ベイデン＝パウエル、ウォルフギャング・グレッツ、ガイ・イースト（英語版）
- 撮影監督：エリオット・デイヴィス
- プロダクションデザイナー：マーシャ・ハインズ
- 編集：シドニー・レヴィン ,A.C.E.
- 衣裳デザイン：ジェーン・ロビンソン
- 音楽：マイルズ・グッドマン
- キャスティング：ゲイル・レヴィン、トリシア・トメイ
- 象トレーナー：ゲイリー・ジョンソン、カリ・ジョンソン
- 日本語字幕：戸田奈津子
- 吹替翻訳：税田春介
- 吹替演出：高桑一
- 吹替製作：ケイエスエス

## サウンドトラック
| #  | タイトル                      | 演奏                     | 作曲                                                   | 時間 |
| -- | ----------------------------- | ------------------------ | ------------------------------------------------------ | ---- |
| 1  | "Life Is a Carnival"          | ザ・バンド               | ロビー・ロバートソン, リック・ダンコ, リヴォン・ヘルム | 3:55 |
| 2  | "Psycho"                      | ジャック・キトル         | レオン・ペイン                                         | 3:13 |
| 3  | "Main Title"                  | マイルズ・グッドマン     | グッドマン                                             | 2:28 |
| 4  | "Salad Bar"                   | マイルズ・グッドマン     | グッドマン                                             | 1:47 |
| 5  | "Dad's Trunck"                | マイルズ・グッドマン     | グッドマン                                             | 2:18 |
| 6  | "Flying Elephant"             | マイルズ・グッドマン     | グッドマン                                             | 3:31 |
| 7  | "An Elephant Miracle"         | マイルズ・グッドマン     | グッドマン                                             | 2:03 |
| 8  | "Airport Chase"               | マイルズ・グッドマン     | グッドマン                                             | 2:59 |
| 9  | "Swimming"                    | マイルズ・グッドマン     | グッドマン                                             | 2:20 |
| 10 | "The Magnificent Seven Theme" | エルマー・バーンスタイン | バーンスタイン                                         | 2:46 |
| 11 | "美しく青きドナウ"            | ヨハン・シュトラウス2世  | シュトラウス2世                                        | 3:05 |

その他の劇中使用曲
- "Touch a Hand, Make a Friend" 作曲：ホーマー・バンクス,カール・ハンプトン,レイモンド・ジャクソン 演奏：ザ・ステイプル・シンガーズ
- "Everybody Loves a Train" 作曲：デイヴィッド・イダルゴ,ルイ・ペレス 演奏：ロス・ロボス
- "Hermanos Alou" 作曲：Tiesco Del Rey 演奏：Tiesco Del Rey
- "Home Sweet Honky Tonk" 作曲：カーティス・ライト,T・J・ナイト 演奏：カーティス・ライト
- "Just A Lucky So & So" 作曲：マック・デヴィッド,デューク・エリントン 演奏：チャールズ・ブラウン
- "She Wore A Yellow Ribbon" 作曲：リチャード・ヘイグマン
- "We've Only Just Begun" 作曲：ポール・ウィリアムス,ロジャー・ニコルズ
- "You Made Me Love You" 作曲：ジョセフ・マッカーシー,ジェームズ・V・モナコ